# Danger (canción de AC/DC)
«Danger» es una canción y un sencillo de la banda de hard rock australiana AC/DC, perteneciente al álbum de estudio Fly on the Wall, lanzado en 1985. 
Fue escrita por Brian Johnson, Angus Young y Malcolm Young y lanzada como sencillo el 28 de junio de 1985. En la mayoría de los territorios, el lado B fue «Back in Business», pero en Australia y Nueva Zelanda fue la canción «Hell or High Water».

## Personal
- Brian Johnson – voz
- Angus Young – guitarra
- Malcolm Young –  guitarra rítmica
- Cliff Williams – bajo
- Simon Wright – batería